# Pandanus leptocarpus
Pandanus leptocarpus är en enhjärtbladig växtart som beskrevs av Ugolino Martelli. Pandanus leptocarpus ingår i släktet Pandanus och familjen Pandanaceae. Inga underarter finns listade.